# ラ・ロッシュ＝ポゼ
ラ・ロッシュ＝ポゼ （La Roche-Posay）は、フランス、ヴィエンヌ県のコミューン。

## 概要
シャテルローの東、クルーズ川とガルタンプ川の合流する地点にある。小さな温泉を中心に、カジノ、レストラン、ホテルのある町である。温泉水が乾癬、ニキビといった皮膚疾患に効果があると話題となり、19世紀に入って温泉療法が非常に発展した。温泉水の効能が評判を呼び、ロレアル・グループ傘下に同名のスキンケア化粧品ブランドがある。